# 中世における異端審問

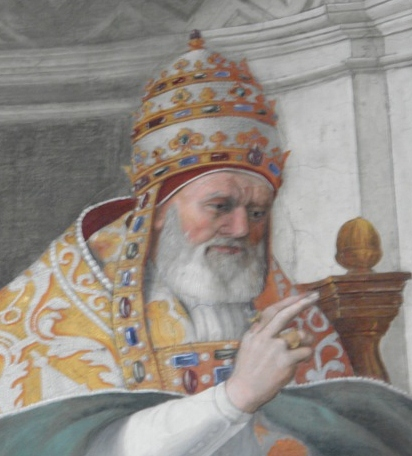
教皇グレゴリウス9世

中世における異端審問（ちゅうせいにおけるいたんしんもん）では、中世ヨーロッパのカトリック教会が行った異端弾圧のための異端審問、特に1184年から1230年代の司教異端審問（英語: Episcopal Inquisition）と1230年代の教皇異端審問（英語: Papal Inquisition）について述べる。中世の異端審問は、キリスト教に対する背教あるいは異端とみなされた運動、特に南フランスや北イタリアのカタリ派、ワルドー派に対応するために始められた。これは後のカトリックの歴史で続いていく異端審問の嚆矢となった。
文献上、カタリ派は1140年代に南フランスで、ワルドー派は1170年に北イタリアで初めて記録されている。それ以前にもピエール・ド・ブリュイのように教会に挑戦する異端は登場していたが、カタリ派は第二ミレニアムに入って初めて大規模な教団を組織した異端であり、カトリック教会にとって深刻な脅威となった。
後世には、15世紀後半にスペイン王家が地方聖職者を使って起こしたスペイン異端審問や、16世紀のローマ異端審問、ポルトガル異端審問など、同様の異端審問運動が分岐していくことになる。

## 歴史
元々、審問（英語: inquisition）という言葉は犯罪の容疑者を取り調べるための手続きを指していた。教会においても当初は異端に限らず、秘密結婚や重婚など幅広い罪状の審議を指していた。
フランスの歴史家ジャン＝バティスト・ギロー (1866年–1953年)の定義によれば、中世の異端審問は「抑圧のためのシステムで、世俗的なものもあれば宗教的なものもあり、異端によって神学的に、あるいは社会規範の面で脅かされた教会と公権力が、宗教的な正統性と社会の秩序を守るべく連携して実施したものであった」 。
リンカン司教ロバート・グロステストは、異端を「人間の知覚により選び取られ、人間の判断により創り出され、聖書を基礎とし、教会の教えと相いれない、おおっぴらに公言された、頑強に守りを固められた考え方」と定義した。真に問題なのは、後から正せる神学的な誤り自体というよりも、頑固に持論に固執する姿勢であるとされた。またグロステストは聖書を定義に含めることで、ユダヤ教徒やムスリム、その他の非キリスト教徒を「異端」の範囲から除外している。
異端審問は、行われた地域やその方式によって、いくつにも類型が分けられる。一般に、歴史家たちは「司教異端審問」(episcopal inquisition)と「教皇異端審問」(papal inquisition)の2種類に分類することが多い。中世の主な異端審問はすべて分権的で、それぞれの裁判が独自に進められていた。各地の地元権力は聖座から出された指針を参考にしてはいたが、異端審問を行うにあたって何らかのトップダウン型の集権的な指揮系統があったわけではなく、この点で中世より後の異端審問と一線を画している。
中世初期の各宮廷は、ゲルマン人の慣習に負うところが多い「アクサティオ」(accusatio)と呼ばれる手順に従って異端審問を行った。この手続きは、誰かが被疑者を宮廷に異端として告発することによって始まった。審議の結果、もし被告が無実であると判定されれば、告発者は冤罪をかけた罪で法的な罰を受けた。そのため、十分な嫌疑があると確信できない限り、告発を行うのは難しかった。後には、被告のプブリカ・ファマ（公の名声）、すなわちその者が罪を犯しているという周知の認識があるという事実が成立することによって、異端審問の前提が整うとされた。
12世紀から13世紀前半、こうした告発をもとにした審問体制は、ローマ帝国型の告訴に基づく法的手続きに取って代わられた。個々人が己の認識をもとに告発するのではなく、判事が情報を集めて検察の役割を担うことになったのである。この手続きにおいて、被告が有罪であるか否かの判断は、判事による詳細な審問 (inquisitio) によって判断された。

### 司教審問
一般民衆は、異端を「反社会的な脅威」であるとみなし、異端が「宗教的な分離のみならず、社会の転覆や政治的な紛争をも企てている」と考えていた。1076年、ローマ教皇グレゴリウス7世はカンブレーの住民を破門したが、その理由は司教が異端であると断定したカタリ派の者を群衆が捕らえて焼き殺した事件にあった。同様の群衆の暴走は、1114年のストラスブールでも発生している。この時司教は不在であった。1145年には、Leigeの聖職者が群衆から被害者を救出している。
最初の忠誠異端審問として司教審問が成立したのは1184年、ルキウス3世が教皇勅書『アド・アボレンダム』を発した時である。この教皇勅書は、南フランスで拡大するカタリ派の動きに対処するためのものであった。ここで、地元の司教が実施する司教審問が取り決められ、司教は自身が管轄する教区を年に2回巡回して異端を探す義務を負った。こうした異端に対抗する仕組みは、段階的に構築されていった。
司教審問の慣習や段取りは、司教区によって様々で、個々の司教が使える物品や、司教個人の異端審問に対する関心（あるいは無関心）の程度によって変化した。教会の教えには明白な真実がこめられているとされていたため、司教たちはまず異端に対して説得（persuasio）を試みた。講話や討論、説教を通して、司教は教会の教えをより上手に説こうと努力を重ねた。このアプローチはしばしば高い効果を見せた。

### 教皇特使審問
12世紀ごろから、聖職者の違法な婚姻をはじめとした腐敗が目立つようになったのを背景として、新たな「異端」運動が広がりを見せた。中世における異端審問の最大の目的は、こうした新たなセクトを根絶することにあった。それゆえ異端審問の開催地は、カタリ派とヴァルド派という二大異端が活発なイタリアとフランスに集中した。
異端活動の告発を審議する権限は常に司教にあったが、何が異端であるかという定義が明確でなかったため、司教たちは他の司教と協議したり、ローマに助言を求めたりした。それに対して教皇庁は、教皇特使を派遣して対応した。この特使は当初は司教に助言する立場に過ぎなかったが、後に異端審問を行う上で重要な役割を担うようになった。
インノケンティウス3世の時代、カタリ派やヴァルド派の拡大を阻止すべく、プロヴァンスやライン川沿いのドイツの各地に教皇特使が派遣された。グレゴリウス9世の時代から、異端審問の手続きが正式に取り決められ始めた。

#### カタリ派
カタリ派は、トゥールーズなどの都市を拠点とし、南フランスを中心に12世紀に発展した異端で、おそらく第2回十字軍の帰路でブルガリアの異端ボゴミル派に改宗した兵士たちによって生み出された。
カタリ派が異端である最大の所以は、その二元論教義である。悪なる神が物質世界を、善なる神が精神世界を創ったというのがその主張であった。それゆえカタリ派は清貧と貞節を説き、物質主義の価値観を取り払おうとした。また彼らはどのような状況でも忠誠誓約は許されないと説いたため、封建領主層との対立を引き起こした。それゆえ、この時代の異端は宗教的な正統性よりも、まず社会的・政治的秩序に対する攻撃であるという面が大きかった。
アルビジョワ十字軍の結果、カタリ派は軍事的に敗北した。その後、13世紀から14世紀の大半において、カタリ派を完全に滅ぼすために異端審問が重要な役割を担った。カタリ派に対する処罰は極めて多岐にわたった。たいていは、彼らは懺悔の表出として服の上に黄色い布をまとわされた。また巡礼、たいていの場合その実態はムスリムとの戦いへと強制的に送り出された者もいた。その他でよく見られたのは、帰ってきた巡礼者と共に、月に一度裸で地元の教会に行き鞭打ちを受けるという罰であった。なかなか改心しないカタリ派信者は、投獄されたり、財産を没収されたりした。一切改心を拒んだものは、火刑に処されることもあった。

#### ヴァルド派
ヴァルド派は主にドイツと北イタリアで活動していた。彼らは元は教会が富をため込んでいくことに懸念を示した正統教義の平信徒のグループであったが、次第にカトリック信仰に教義を付け加えて独自の信仰を持つようになった。ヴァルド派はカタリ派と異なり唯一の神を信仰している点ではカトリック教会と同じであったが、同時に特権階級としての聖職者を認めず、すべての信徒が聖職者であると考えた。またカトリック教会が正統教義に組み込んだ聖人・殉教者崇敬を拒んだ。さらに教会とその聖職者の秘跡を行う権威を否定し、使徒の清貧論を展開した。 

### 教皇審問
グレゴリウス9世が異端審問を設立したのには、異端への対処に秩序と合法性を持たせる目的もあった。というのも、都市に住む群衆は異端の嫌疑をかけられた人物をさしたる裁判も経ずに火あぶりにしてしまう傾向があったからである。歴史家のトーマス・マッデンによれば、「異端審問は多様性を破壊したり人々を抑圧しようとしたりして生み出されたものではない。むしろ不当な処刑を防止する試みであったのだ。……異端は"国（State）"に対する罪だった。ユスティニアヌス法典にみられるローマ法は、異端を第一の罪と位置付けていた。」（二重引用符部分は原文斜体強調部）初期中世には、異端として告発された者は地元の領主により裁かれていたが、ほとんどの領主はそれに応え得る神学的教育を受けていなかった。マッデンは「単純な事実として、中世の異端審問は、それが無ければ世俗君主と暴徒の支配のもとで焼かれていたであろう、何千もの数えきれない無実の人々（あるいはそこまで無実と言えない人ですら）を"救った"のである。」（二重引用符部分は原文斜体強調部）と主張している。さらにマッデンは、中世の世俗指導者たちが己の王国を守ろうとしていたのに対し、教会は魂を守ろうとしていたのだと述べている。異端審問は、異端者に対しても死罪を免れコミュニティに戻る選択肢を与えていた。
ドミニコ会とフランシスコ会は、中世初期に教会の倫理的腐敗（中にはそれら自体が異端運動に共鳴していた）への批判を行っていた二大組織であったが、彼らの手法は教義的に旧態依然としたものだった。インノケンティウス3世は、これらの修道会を己の異端に対する戦いへと組み込んだ。1231年、グレゴリウス9世はドミニコ会士やフランシスコ会士を中心に教皇異端審問官 (Inquisitores haereticae pravitatis)を任命し、ヨーロッパ中いたる地域に派遣した。この任に当たった托鉢修道士たちは旅慣れしていた。むやみやたらに行われた司教審問の段取りと異なり、教皇審問は徹底的かつ組織的に行われ、詳細な記録が残された。そうした教皇審問の記録の中には、中世の農民が語った言葉がそのまま残されている文書も存在する。このような法廷はフランスやイタリア、またドイツの一部でも開かれていたが、14世紀前半までに姿を消した。
グレゴリウス9世は当初、カトリックの教えから外れた信仰を持つ者を拾い集め、正統教義に導くための例外的な法廷を意図していた。そこでは、異端が己の考えの誤りに気づき、ローマ・カトリック教会に復帰することが期待されていた。ただグレゴリウス9世もカトリックのコミュニティを異端の伝播から守る必要があることは認識しており、もし頑なに異端的考えを捨てないものがいれば、世俗権力のもとに引き渡した。世俗の法も教会法と同じく、異端を公共に対する罪と見なしていたからである。世俗権力は不服従を貫こうとする異端に、火あぶりを含むそれぞれ独自の処罰を与えた。数世紀にわたり、何世紀にもわたって、裁判は様々な形で行われ、魔術を含む様々な異端を調査し、撲滅していった。
各地地元の聖職者や世俗司法権力は、教皇審問のライバルであり続けた。どのような形でも、異端検察権の完全な支配を確立できた教皇はいなかった。中世の王や公、司教、世俗権力すべてが異端検察の手続き中に役割を占めていた。教皇審問は13世紀後半に最高潮に達した。この時代、異端を捌く裁判所はほとんど全面的に、教皇を含むあらゆる権力から独立していた。そのため、異端審問の乱用を根絶することはほとんど不可能だった。例えば「異端の鉄槌」 (Malleus Haereticorum)のあだ名で知られるドミニコ会士Robert le Bougreは、その残酷さと暴力性で悪名高い異端審問官だった。またヴェネツィアでは、異端審問をゆだねられたフランシスコ会士たちが、異端の財産を差し押さえたり免罪を乱売したりして私腹を肥やすといった、教会に対する欺瞞を働いていることが瞬く間に知れ渡った。彼らの汚職は教皇からも目を付けられ、1302年に活動を停止させられた。
南ヨーロッパでは、アラゴン王国に教会が運営する法廷が存在していた。ただし、このような制度は他のイベリア半島諸国やイングランドなど他の国々でも類を見ない。スカンディナヴィア諸王国では、異端審問の影響はほとんどなかった。
14世紀初頭、テンプル騎士団とベギン会が異端審問の標的となった。テンプル騎士団に関しては、その異端審問の発端が本当の異端嫌疑にあったのか、はたまた騎士団の富を欲したフランス王フィリップ4世による陰謀だったのかは定かでない。国王が騎士団に対し莫大な借金をしていたイングランドでも、おそらくそれゆえに、騎士団が迫害された。テンプル騎士団の領地は没収されたり、他者に奪われたりした。エドワード2世の重い借金を背負わせていたために騎士団が迫害された。エドワード2世の寵臣ヒュー・ル・ディスペンサー親子に奪われたのを最後に、イングランドにおけるテンプル騎士団の私有地は消滅した。多くのテンプル騎士がイングランドで殺害され、スコットランドなど他国に逃れた者もいた。
ベギン会は女性を中心とした運動で、13世紀に設立されたときから教会に認知されていた。マルグリット・ポレートが著した『素朴な魂の鏡』の名で知られる神秘主義的作品は、論争の火種となった。というのも、この本の内容は、魂が神と一つになることが出来、その状態になれば道徳律を無視できるようになり、教会や秘跡なども要らなくなる、と説いているように誤解されやすかったからである。ポレートはフランスのドミニコ会異端審問官に起訴され、異端再犯者として1310年に火刑に処された。1311年のヴィエンヌ公会議もポレートの一味を異端であると断じ、ベギン会の運動は衰退していった。
中世の異端審問官たちは、当初は魔術に対してあまり関心を払っていなかった。この状況が変わるのは、ローマ教皇ヨハネス22世が毒と魔術による暗殺未遂を受けてからである。1320年にサンタ・サビーナのグリエルモ枢機卿がカルカソンヌとトゥールーズの異端審問官たちに送った書簡によれば、ヨハネス22世が魔術を異端であると宣言したため、異端審問において魔術を断罪できるようになったとされている。

## ジャンヌ・ダルク
英仏百年戦争中の1429年春、神の声が聞こえてそれに従っていると称する女性ジャンヌ・ダルクが現れ、フランス王太子シャルル（7世）の軍を率いて、オルレアンの解放を皮切りにパテーの戦いなどで目覚ましい勝利を重ねていった。しかし彼女の進撃はしばらくして行き詰まり、ジャンヌは1430年春にイングランドの同盟者ブルゴーニュ公の軍によって捕らえらえた。12月、ジャンヌの身柄は、イングランド王ヘンリー6世が大陸における戦争の総司令部を置いていたルーアンへ移された。そしてピエール・コーション司教のもと、ジャンヌは異端の嫌疑をかけられ教会法廷で裁かれることとなった。
ジャンヌの異端裁判は政治的な思惑に左右された。コーションはフランス人ながら1418年以来イングランドに仕えており、フランス陣営で活躍したジャンヌに敵愾心を抱いていた。他の裁判にかかわった者たちも同様であった。彼女の名声を貶めイングランド軍の士気を高めるべく、ジャンヌの勝利は悪魔の仕業であるという論理がたてられた。そのためジャンヌは異端審問に委ねられることとなったのであるが、異端審問官たちはこの裁判を自ら始めたわけではなく、実際のところ裁判の期間を通して乗り気でなかった。
ジャンヌには70の罪状が突きつけられた。その中には、異端や男装（兵士の服や甲冑を着るなど）の罪も含まれていた。目撃者が後に述べたところによれば、ジャンヌは法廷で、衛兵たちが度々自分の服を脱がせ強姦しようとしてくるのを防ぐため、ロングブーツと結びつけられる男性用のチュニックを着て「しっかりと紐を締め、結び付けていた」のだと証言していたという。
最初の判決は終身刑だった。担当異端審問官代理のジャン・ル・メートル（目撃者の言によれば、彼はイングランドに脅迫されてやむなく審問に出席していた）は、ジャンヌから男装をやめるという言質を取った。しかし4日後、ジャンヌは兵士の服装に戻ってしまった。この間に彼女はイギリス兵に強姦される危険にさらされていたといい、目撃者の証言によれば、ジャンヌは身を守るために男装に戻らざるを得なくなったのだという。ジャンヌはコーションにより異端再犯者であると宣告され、2日後の1431年5月30日に火刑に処された。
1455年、ジャンヌ・ダルクの母イザベルによる嘆願書がきっかけとなり、ジャンヌ裁判の調査と再審が行われることになった。1455年11月7日、フランスの異端審問官長がノートルダム大聖堂でジャンヌ裁判の再審を開始した。ジャンヌの陳述を含む先の裁判の手続きや、115人の目撃者の証言を分析した末、1456年7月7日に異端審問の判決が覆された。後にジャンヌ・ダルクは1920年に列聖された。
歴史家のエドワード・ピーターズは、最初のジャンヌ・ダルクが有罪判決を受けた裁判には様々な違法行為が見られると指摘している。

## 異端審問の手続き
異端を発見し告発するべく、教皇審問の手続きは複雑に発展していった。法や手続きの細則によって、異端審問法廷の在り方は細かく定められた。もし被告が異端を手放して正統教会に戻ってきたなら、その者は赦されると共に懺悔を行うよう求められた。もし被告が異端を手放さなければ、その者は破門され、世俗権力に引き渡された。異端に課される罰は、当時のヨーロッパにおいては世俗法廷で申し渡される罰ほど重くは無かったものの、財産没収や世俗法廷への引き渡しなど、教会法の中で成文化されていた。また「異端」「信仰者」「異端容疑者」「単に疑われている者」「激しく疑われている者」「極めて激しく疑われている者」などといった異端審問法廷の重要な基本用語も定められた。

### 取り調べ
まず都市の住民が公共の場に集められた。異端審問官は彼らに、異端の自覚があれば一歩前に出て名乗り出る機会を与えた。自発的に己を批判したならば、その者には慈悲が与えられたのである。次いで裁判に移るために、法規上では最低でも2人の証人が必要であるとされていた。しかし誠意ある審問官は、2人の証人で満足することはほとんどなく、より多くの証人を集めて慎重に調査を行った。

### 審問
審問の初めに、被告は自分を「殺さずにはおかないほど憎んでいる者」の名を挙げる機会を与えられた。もし告発者がそこで名が上がった中に含まれていたなら、被告は放免され、逆に告発者が終身刑を課されることになっていた。この仕組みは、異端審問が個人的な遺恨の果し合いに利用されるのを防ぐための工夫であった。異端審問手続きを定めた初期の法規では、無実の者を罰するより罪人を放免する方がましであると念押しされている。グレゴリウス9世も、マルブルクのコンラートに「純粋な無辜の者を痛めつけないようにするべく、頑迷な無思慮の者は罰されるように」と書き送り、拙速な処断を戒めている。
目撃者が審問に召喚されることは無く、反対尋問も行われなかった。実際のところ、被告を擁護するような目撃者が名乗り出てくることはほとんどなかった。その目撃者までも異端である、あるいは異端に好意的であると疑われるのが常だったからである。一方で、被告は異端審問のどの段階においても、ローマに上訴することが認められていた。

### 拷問
異端審問でも世俗の法廷でも、拷問は古代ローマ法以来有効な取り調べ方法として認められていた。1252年5月15日、教皇インノケンティウス4世が教皇勅書『アド・エクスティルパンダ』を発し、異端審問官に限定的ながら拷問を行う権利を認めた。一般に異端審問官の代名詞ともみなされているような過酷な拷問は、実際にはすでに世俗法廷で一般的に行われているものだった。むしろ異端審問では、流血、流産、身体切断、死にいたるような拷問が禁じられていた。またそれに満たない軽度の拷問も、審問プロセスの中で一度だけ、一定の時間内でしか認められていなかった。
2000年の聖年に先立ち、バチカン教理省 (ローマ異端審問所の後継組織) が、世界中の学者30人からなる研究チームにアーカイブを公開した。教会の騎士号を持っている歴史家のアゴスティーノ・ボッロメオは、近年の研究が、中世異端審問ではどうやら「無慈悲で厳格な拷問や死刑は行われていなかった」ことを示唆しているようである、と述べている。拷問よりも、脅迫や投獄といった別の手段の方が効果的だとされていたようである。

### 処罰
1164年、教皇アレクサンデル3世がトゥールで主催した教会会議は、異端の財産没収命令を発した。1245年から1246年のトゥールーズでは、カタリ派をめぐる異端審問にかけられた5400人のうち184人が悔悛を示す黄十字を付けさせられ、23人が終身刑となった。火刑に処された者はいなかった。
異端審問で最も重い罰を受けたのは、異端に回帰した者や、頑なに異端信仰を捨てようとしなかった者であった。こうした者たちは聖界の異端審問から世俗へ「解放」されたが、それはより苛烈な身体刑を科される可能性を開くものであった。世俗法廷では、最高刑として火刑が宣告される場合もあり得た。しかし教会が管轄する異端審問の範囲内では死刑は実施されなかった。もとより教会関係者は殺人を禁じられていたため、異端審問には死刑という選択肢すら用意されていなかった。一方で、被告が財産没収を宣告される場合はあった。告発者が被告の財産を奪おうと企んで異端審問に訴えた事例も存在するが、その希望が通るような裁定は、異端審問が行われていた地域の大部分ではなかなか下されなかった。異端審問のプロセスには、裁判官らによる没収財産処理権の濫用を防ぐための監査体制が幾重にも整えられていたためである。
異端審問官は、被告の悔悛を期待できるうちは、世俗権力に引き渡して処刑させようとはしないのが常であった。「教会は血を認知せず」（Ecclesia non novit sanguinem）という言葉が知られている通りである。例えば著名なドミニコ会修道士出身の異端審問官ベルナール・ギーは約900人を裁いて636人に有罪判決を下したが、その中で最終的に死刑となったのは45人に満たなかった。

### 二次文献
- Costen, Michael D. (1997). The Cathars and the Albigensian Crusade. Manchester and New York: Manchester University Press. ISBN 0-7190-4331-X. "sacraments."
- Peters, Edward (1988). Inquisition. Berkeley and Los Angeles, CA: University of California Press. ISBN 0-520-06630-8
- Sumption, Jonathan (1978). The Albigensian Crusade. London, England: Faber. ISBN 0-571-11064-9

### 一次史料
- Peter of les Vaux de Cernay (1998) [1212-1218]. Silby, W.A.; Silby, M.D.. eds. The History of the Albigensian Crusade: Peter of les Vaux-de-Cernay's Historia Albigensis. Suffolk, UK: Boydell & Brewer. ISBN 0-85115-807-2

## 関連文献
- Hamilton, Bernard (1981). The Medieval Inquisition. New York: Holmes & Meier. ISBN 0-8419-0695-5
- (イタリア語) Dizionario storico dell’Inquisizione, diretto da Adriano Prosperi, Pisa 2015, 4 vols. (supersedes nearly all earlier publications)